# Oranžová alternativa

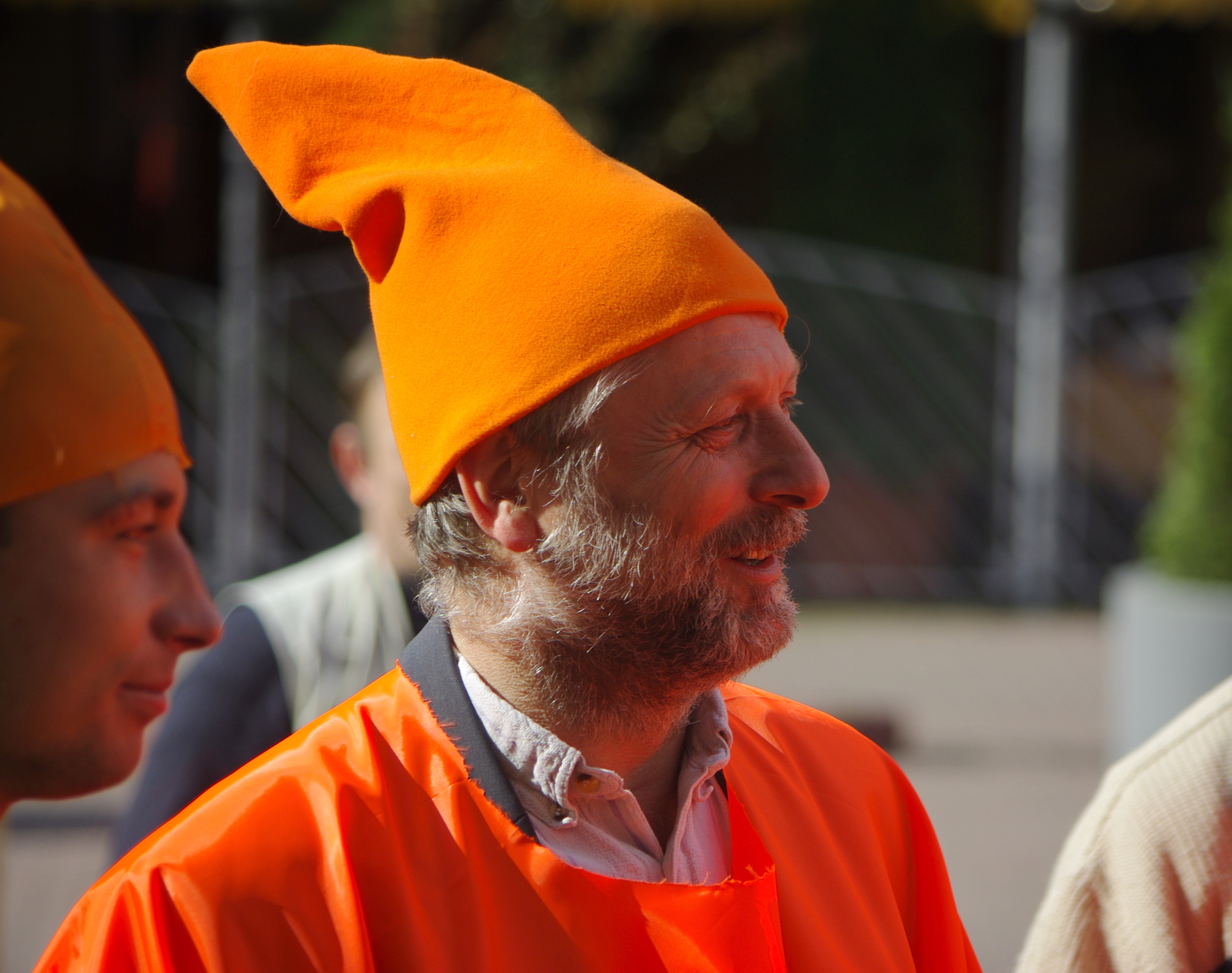
Waldemar Fydrych (2009)

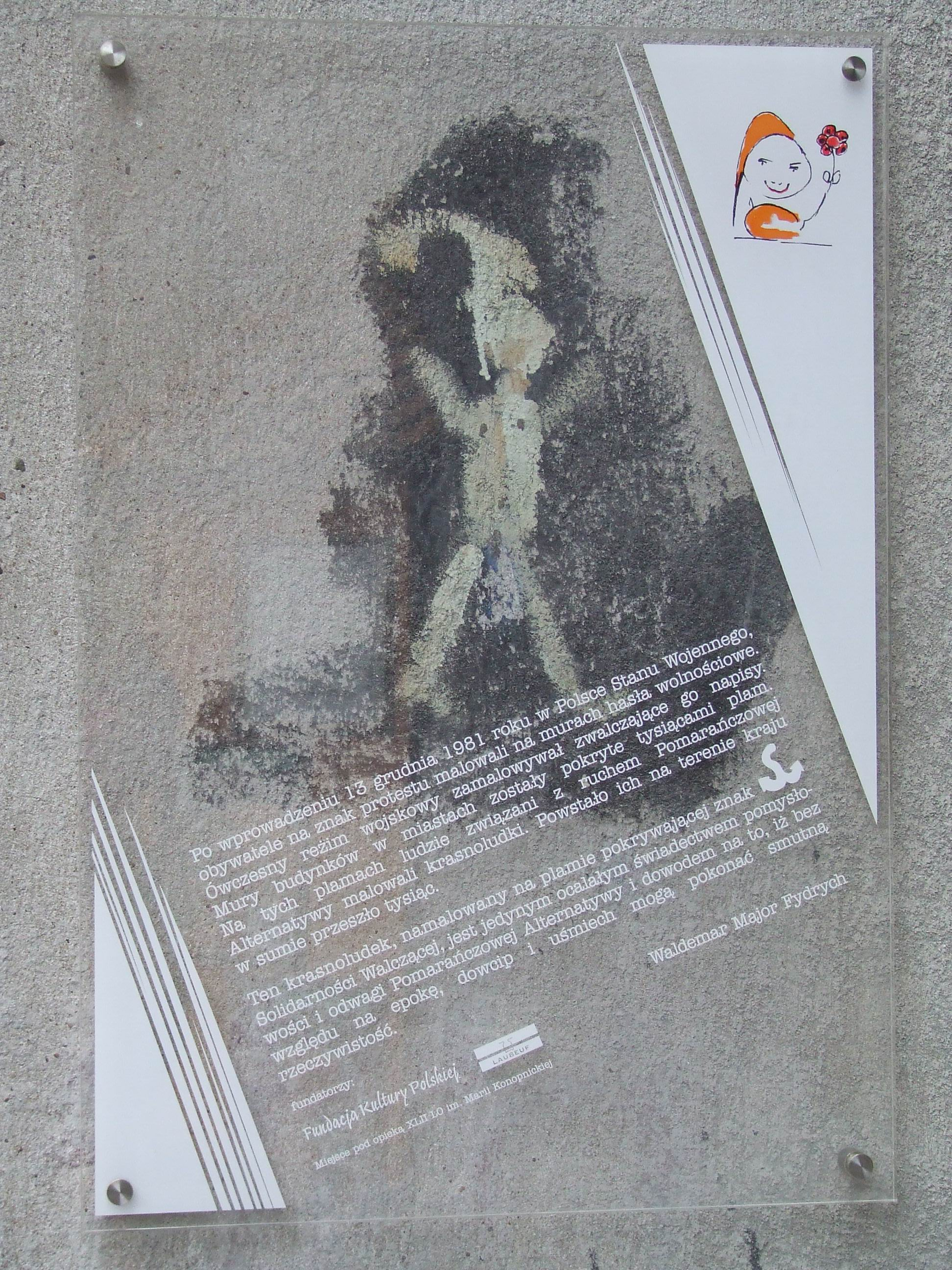
Obrázek trpaslíka na varšavské zdi

Oranžová alternativa, také překládáno jako Pomerančová alternativa (polsky Pomarańczowa Alternatywa) bylo neoficiální protikomunistické hnutí, existující v Polsku v osmdesátých letech 20. století. Jeho činnost spojovala odpor proti režimu s prvky studentské recese a uměleckého happeningu.
V roce 1981 založil student kunsthistorie z Vratislavi Waldemar Fydrych, známý pod přezdívkou Major, dadaistickou skupinu nazvanou Hnutí nové kultury, která se po vyhlášení výjimečného stavu v Polsku změnila na Oranžovou alternativu (název byl vysvětlován tak, že jde o alternativu proti rudé barvě komunismu i žluté barvě symbolizující Vatikán). Hnutí si dalo za cíl proti absurditě totalitního režimu bojovat ještě větší absurditou. Jeho činnost se zpočátku zaměřovala na graffiti, zejména na obrázky trpaslíků všude tam, kde byla protistátní hesla přetřena vápnem (Fydrych dialekticky prohlašoval, že původní nápis je teze, jeho zamazání antiteze a trpaslík je syntéza). Kultovní postava trpaslíka (polsky krasnoludek) vycházela z polského folklóru i z nizozemského ekoanarchistického hnutí Kabouters, používajícího skřítky jako symbol odporu proti racionální technické civilizaci. Příznivci Oranžové alternativy se oblékali do pestrobarevných úborů připomínajících zahradní trpaslíky a vymýšleli hesla, parodující oficiální propagandu, jako „Bez trpaslíků není žádná svoboda“. Vycházeli z toho, že zatímco represe proti Solidaritě vyvolávají ve společnosti strach, zatýkání lidí převlečených za trpaslíky povede k zesměšnění policejního státu.
Ve druhé polovině 80. let 20. století se hnutí rozšířilo z Vratislavi do dalších polských měst a uspořádalo řadu veřejných happeningů, jako rozdávání toaletního papíru (který byl tehdy v Polsku nedostatkovým zbožím) nebo parodické oslavy Dne polské armády. Na akcích Oranžové alternativy se rozdávaly letáky s ironickými slogany jako: „Občané, pomáhejte policii a bijte se sami“. Po sametové revoluci v Československu uspořádala Oranžová alternativa akci nazvanou „Havel na Wawel“.
Po politických změnách v Polsku se Oranžová alternativa postupně rozpadla, Fydrych odjel roku 1990 pracovat do Francie. Po roce 2001 došlo ke sporadickému obnovení činnosti, někteří členové se například účastnili Oranžové revoluce na Ukrajině. Vratislavská radnice nechala instalovat v ulicích města drobné kovové sošky trpaslíků, Fydrych ji zažaloval za porušení svých autorských práv.
V Praze na konci osmdesátých let existovala Společnost za veselejší současnost, jejíž aktivity byly obdobou Oranžové alternativy.